# Margarita Robles
María Margarita Robles Fernández (León, 10 de noviembre de 1956) es una magistrada y política española, actual ministra de Defensa de España desde 2018. Entre noviembre de 2019 y enero de 2020 también fue ministra de Asuntos Exteriores, Unión Europea y Cooperación en funciones. 
Fue la primera mujer que presidió una sala de lo contencioso-administrativo en España, la primera en presidir una audiencia —la de Barcelona— y la tercera mujer en llegar al Tribunal Supremo. Ha sido secretaria de Estado de Interior y subsecretaria de Justicia en el último Gobierno de Felipe González. Entre 2004 y 2016 fue magistrada en la Sala Tercera del Tribunal Supremo.
Desde septiembre de 2008 a diciembre de 2013 fue vocal del Consejo General del Poder Judicial a propuesta del Partido Socialista Obrero Español. Pertenece a la asociación progresista de jueces Juezas y jueces para la Democracia.
En mayo de 2016 anunció su regreso a la política como número dos de la lista por Madrid del PSOE en las elecciones generales del 26 de junio. A pesar de dejar su escaño en junio de 2018 para ser ministra, volvió a concurrir en ambas elecciones generales de 2019, siendo cabeza de lista por Ávila. Abandonó su escaño en febrero de 2020 para centrarse en el Gobierno.

## Primeros años y estudios
Hija de un abogado, cursó estudios primarios en la escuela de las Teresianas de León. A los doce años se trasladó con su familia a vivir a Barcelona, ciudad en la que más tarde estudió Derecho. Tiene un hermano menor que es médico.
En 1981, con 25 años, ingresó en la carrera judicial como número uno de su promoción convirtiéndose en la cuarta mujer jueza de España.
A los 26 años su primer destino como jueza fue la localidad leridana de Balaguer, posteriormente estuvo en San Feliú de Llobregat y en Bilbao. Fue la primera mujer en presidir una Sala de lo Contencioso-administrativo.
Fue magistrada de la Audiencia Provincial de Barcelona, que presidió a los 34 años, siendo la primera mujer en ser presidenta de una audiencia provincial. Fue precisamente bajo su presidencia que la Audiencia condenó, el 23 de septiembre de 1992, a 25 años de cárcel al albañil marroquí Ahmed Tommouhi por dos delitos de violación y dos faltas de lesiones a una menor en Cornellà (Barcelona) y a 8 años en prisión a Abderrazak Mounib, como su cómplice. La acción del tribunal fue clave en la condena de los dos varones de origen marroquí ya que no esperó a la presentación de unos informes periciales de la policía científica de Barcelona sobre el semen encontrado en una prenda íntima de la mujer agredida que hubieran podido probar de forma indudable la inocencia de Ahmed. Ahmed pasó 15 de los 25 años de la condena en la cárcel. Abdelrrazak pasaría el resto de su vida en la cárcel, hasta su muerte el 26 de abril de 2000 por infarto en su celda mientras esperaba el recurso extraordinario que autorizara su liberación. En junio de 2023, 31 años después de la sentencia de condena por la Audiencia de Barcelona, la Sala Penal del Tribunal Supremo admitió los recursos de revisión que el abogado de Ahmed había presentado y anuló la condena.

## Inicios en política

### Subsecretaria de Justicia
Próxima al Partido Socialista Obrero Español (PSOE), en 1993 fue nombrada por el Consejo de Ministros subsecretaria del Ministerio de Justicia de España, a propuesta del titular del departamento, Juan Alberto Belloch. Al tomar posesión del cargo, estableció como una de sus prioridades la aplicación de juicios rápidos en el ámbito estatal.

### Secretaria de Estado de Interior
Entre 1994 y 1996 fue secretaria de Estado del Ministerio del Interior, convirtiéndose en la número dos del ministro de Justicia e Interior Juan Alberto Belloch en la última legislatura del gobierno socialista de Felipe González.
Durante su etapa como secretaria de Estado del Interior, Robles impulsó la investigación del secuestro y asesinato de José Antonio Lasa y José Ignacio Zabala, además de retirar los fondos de la guerra sucia del GAL para José Amedo y Michel Domínguez y ordenar la busca y captura de Luis Roldán.

## Vuelta a la judicatura
Tras abandonar sus cargos políticos, en 2001 fue nombrada jueza de lo Contencioso-Administrativo en la Audiencia Nacional. En 2004, fue promovida a la categoría de Magistrada del Tribunal Supremo.
De septiembre de 2008 a diciembre de 2013 fue vocal del Consejo General del Poder Judicial —elegidos por mayoría de tres quintos en los plenos del Congreso y el Senado— destacando por ser una de las vocales más activas.[cita requerida] Votó a favor de la destitución de su presidente y del Tribunal Supremo Carlos Dívar a causa de la polémica surgida por haber aceptado invitaciones para viajar a Marbella.
Robles es miembro de la asociación Jueces para la Democracia (JpD), y participa activamente en los congresos y reuniones de la asociación.

### Caso Garzón
En marzo de 2010 Margarita Robles, junto a los conservadores Fernando de Rosa Torner y Gemma Gallego Sánchez, son recusados como vocales por el magistrado de la Audiencia Nacional Baltasar Garzón, que pide a la Sala Penal del Tribunal Supremo de España que lo mantenga en su puesto, por ser los tres vocales que más animadversión han mostrado contra él.
El día 25 de junio de 2017, en una entrevista en La Sexta, el comisario Villarejo la acusó de haberle encargado un informe contra Garzón.

## Regreso a la política activa
En mayo de 2016 dio el salto a la política anunciando que sería la número dos de la lista del PSOE por Madrid encabezada por Pedro Sánchez, para las elecciones generales del 26 de junio.

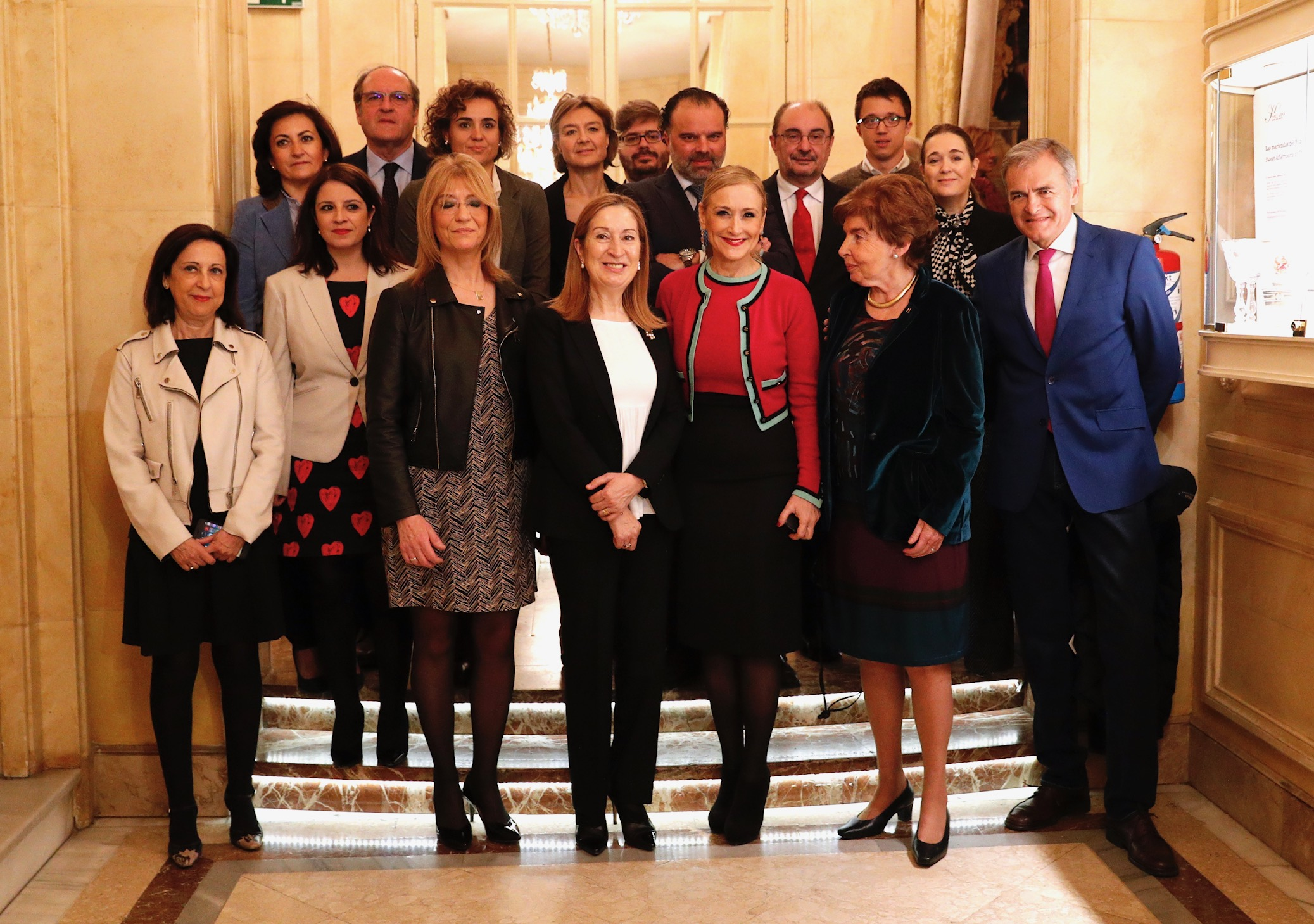
Robles (primera por la izquierda de la fila inferior) fotografiada en marzo de 2018

Robles había solicitado una excedencia como magistrada del Tribunal Supremo pero el 19 de mayo la Comisión Permanente del Consejo General del Poder Judicial acordó en una reñida decisión por cuatro votos a tres que la excedencia supone la pérdida de condición de magistrada del Supremo.
Margarita Robles fue una de los quince diputados que votaron no en la segunda sesión de investidura de Mariano Rajoy para la decimosegunda legislatura del gobierno de España el 29 de octubre de 2016. El 18 de junio de 2017, tras el XXXIX Congreso del PSOE, Robles fue elegida como portavoz del grupo parlamentario socialista en el Congreso de los Diputados, sustituyendo a José Luis Ábalos.

### Ministra de Defensa
El día 6 de junio de 2018 el presidente del Gobierno, Pedro Sánchez, quien había asumido el cargo el día dos del mismo mes al prosperar la moción de censura contra Mariano Rajoy, hizo pública la propuesta de Margarita Robles para el cargo de ministra de Defensa, quien prometió el cargo al día siguiente en el Palacio de la Zarzuela. El 15 de junio renunció a su escaño en el Congreso.

Cinta de identiificacion para uniforme militar de la Ministra de Defensa Margarita Robles.

El 30 de enero de 2019 estuvo de visita con Felipe VI en Irak como ministra de defensa con motivo del 51 cumpleaños del rey ante el contingente de más de 300 militares españoles de la base «Gran Capitán» de Besmayah.
Concurrió como cabeza de lista del PSOE por Ávila a las elecciones generales de abril de 2019 y repitió en las elecciones generales de noviembre, siendo reelegida. En febrero de 2020 renunció a su escaño junto a otros ministros socialistas para centrarse en la acción de gobierno, como ya había hecho en 2018. En enero de ese año fue ratificada como ministra de Defensa.
El 1 de diciembre de 2019, tras el nombramiento de Josep Borrell como alto representante para la Política Exterior de la UE, se hizo cargo también, en funciones, de la gestión del Ministerio de Asuntos Exteriores, Unión Europea y Cooperación hasta la formación de nuevo gobierno. Cesó como tal en enero del año siguiente, tras el nombramiento de Arancha González Laya como nueva ministra de Exteriores.
A finales de 2023 volvió a ser ratificada para su cargo al frente del Ministerio de Defensa, siendo la segunda persona que más tiempo ha estado a la cabeza de este departamento desde Narcís Serra, que estuvo casi nueve años entre 1982 y 1991. Se mantuvo, durante toda la presidencia de Sánchez, como la ministra mejor valorada del ejecutivo.

#### Programas militares y aumento presupuestario
Durante los primeros meses al frente del Departamento de Defensa, Robles autorizó numerosos programas militares, tales como el aumento en el techo de gasto de los submarinos S-80 por valor de 1800 millones de euros, hasta los casi 4000 millones u otros 1060 millones para la modernización de los Boeing CH-47 Chinook del Ejército de Tierra. Con estos y otros programas de armamento así como de construcción de satélites militares, en sus primeros meses el departamento comprometió casi 5.000 millones de euros. 

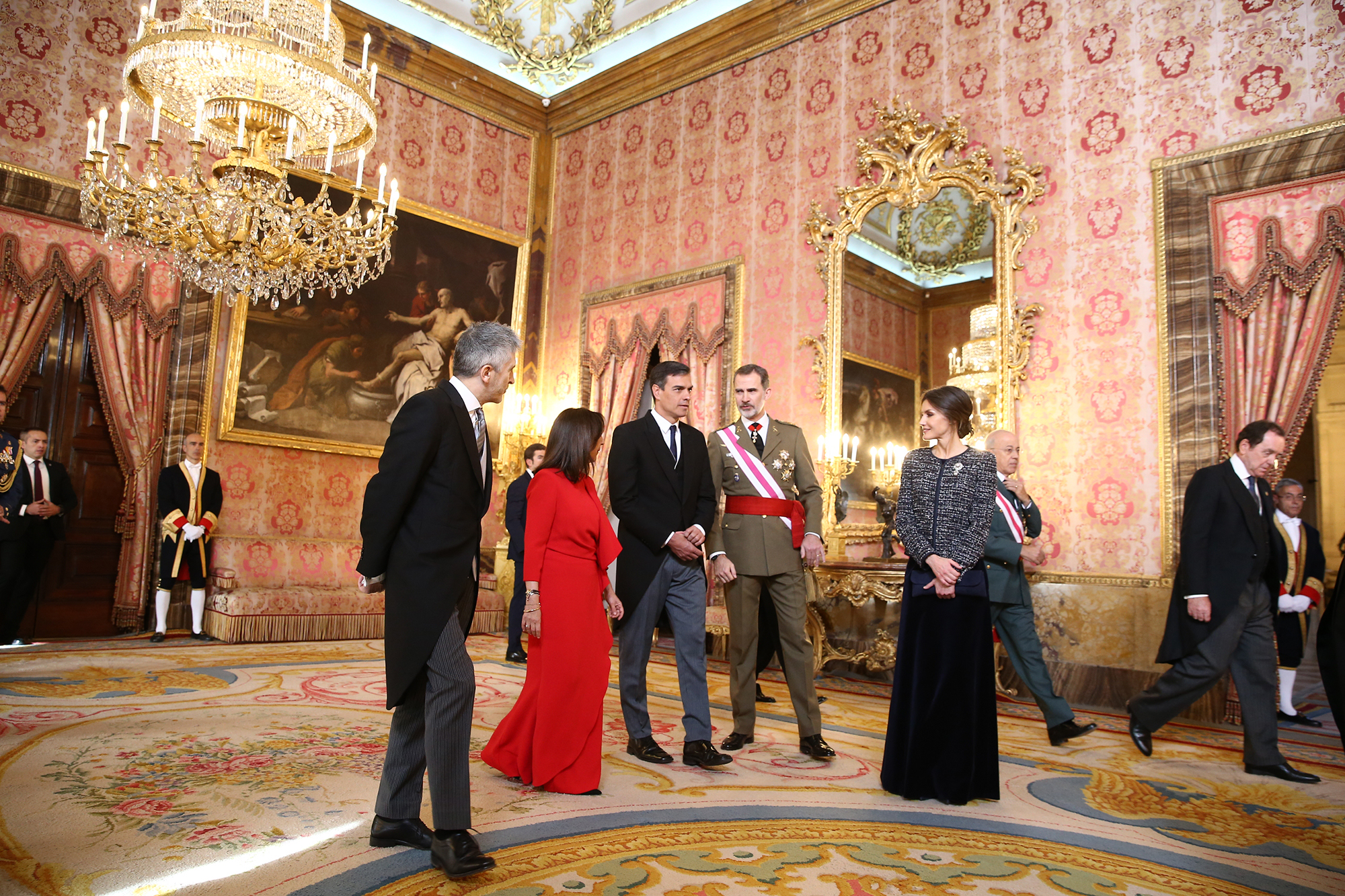
Robles acude a la Pascua Militar de 2019, celebrada en el Palacio Real.

El 4 de septiembre de 2018, el Ministerio anunció que estaba estudiando cancelar un mega contrato con Arabia Saudí consistente en 400 bombas guiadas por láser, debido a la sospecha de que podían ser utilizadas en la Guerra de Yemen. Sin embargo, días más tarde, el ministro de Exteriores, Josep Borrell, confirmó que el contrato seguiría su curso para evitar un posible conflicto diplomático que pudiera poner en riesgo los contratos de este país con Navantia, con un valor de 2.000 millones de euros.
En octubre de ese año se descubrió el asesinato del periodista saudí Yamal Jashogyi. Este hecho provocó que algunos países europeos, como Alemania, cancelasen sus contratos militares con el Reino saudí y solicitaran que otros países hicieran lo mismo, petición rechazada por diversos países, entre ellos España. Un mes más tarde, el Reino de Arabia Saudita y el Reino de España crearon una empresa conjunta para la fabricación de cinco corbetas.
El 14 de diciembre de 2018, el Consejo de Ministros aprobó el plan militar del departamento de Robles, que ascendía a 7300 millones de euros. Entre los principales programas, estaban la construcción de las fragatas F-110, los blindados 8x8 Piraña, así como la modernización de los Eurofighters, entre otros.
El 30 de enero de 2019, Robles acompañó al rey Felipe VI en su viaje a Irak con motivo del 51 cumpleaños del Soberano. En dicho viaje, visitaron el contingente español desplegado en la base militar "Gran Capitán".

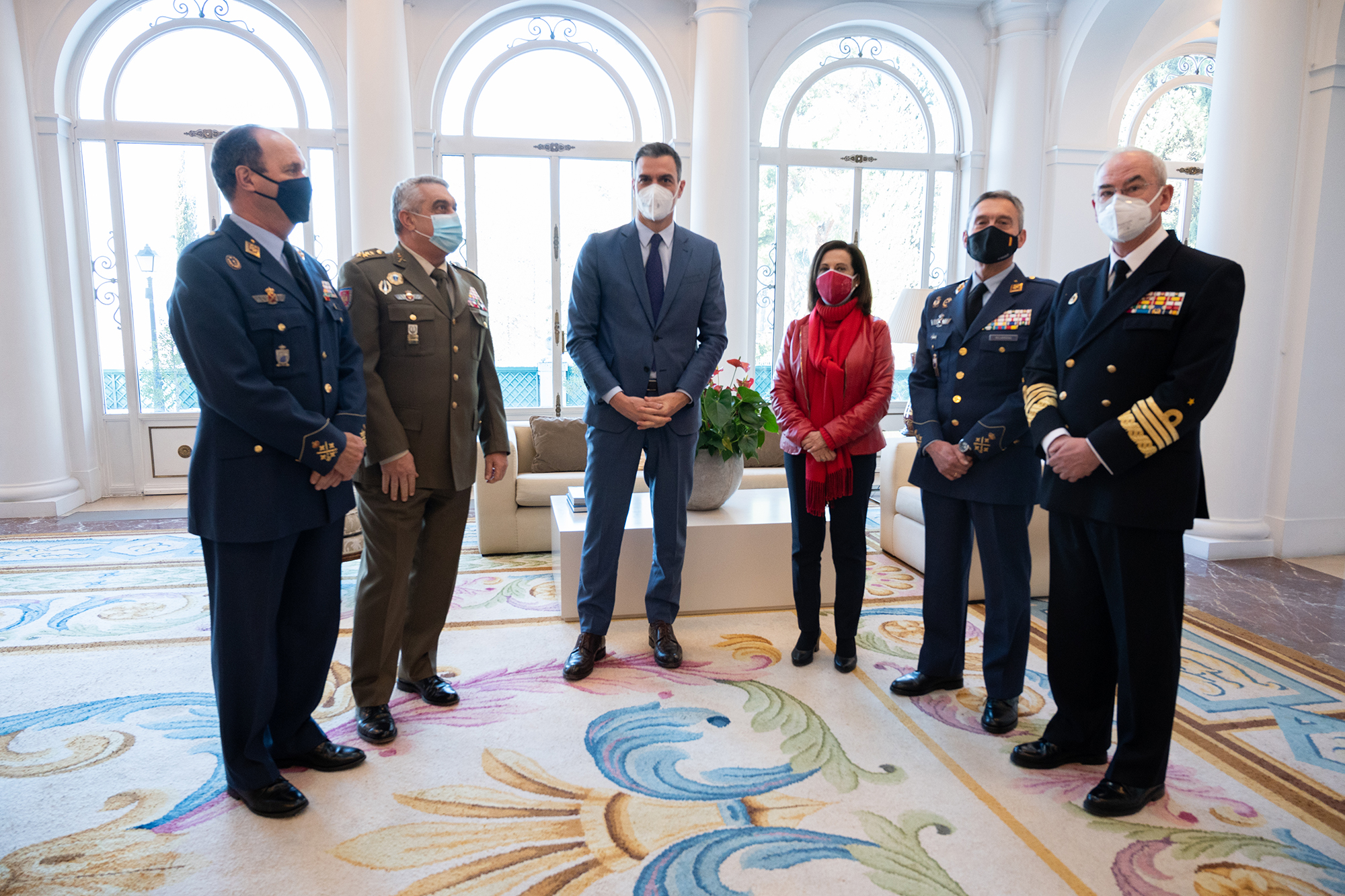
El presidente del Gobierno y la ministra de Defensa, junto con la cúpula militar en 2021.

El 23 de marzo de 2021, el Consejo de Ministros, a propuesta de la ministra, aprobó aumentar el salario al personal militar. Se trató de la primera subida salarial a este personal desde 2005. Meses después, el 29 de junio de ese año, el Consejo de Ministros autorizó tres nuevos proyectos para fortalecer el sector aeronáutico. En concreto, se aprobó la financiación de la segunda fase del Futuro Sistema Aéreo de Combate (FCAS), la adquisición de tres aviones A330 MRTT para el Ejército del Aire y, conjuntamente con el Ministerio del Interior, la adquisición de helicópteros H135 y H160; todo ello valorado en más de 3500 millones de euros.
En octubre de 2021 el Gobierno autorizó la construcción del Poseidón (A-21), un buque de intervención subacuática para sustituir al viejo Neptuno (A-20). En diciembre de 2021 el Gobierno, continuando con sus acuerdos de 2018, aprobó la financiación del Programa Halcón, consistente en adquirir 20 Eurofighters para sustituir a los F-18 de la Base Aérea de Gando, y la adquisición de los 36 helicópteros H135.
Tras la invasión rusa de Ucrania y, con el objetivo de cumplir a largo plazo con las promesas hechas a la OTAN de alcanzar el 2 % del PIB en defensa, el Departamento diseñó un aumento de más de 2000 millones de euros brutos para el ejercicio 2023.
Entre julio y septiembre de 2023, mientras el segundo gobierno de Pedro Sánchez se encontraba en funciones, el Consejo de Ministros autorizó inversiones militares por valor de 12 800 millones de euros. Entre los programas aprobados más importantes, se encontraban el desarrollo de un nuevo lanzacohetes SILAM, la actualización de las baterías NASAMS, adquisición de misiles Spike, la adquisición de drones Sirtap, la ampliación del Programa Halcón para adquirir otros 25 Eurofighter, la adquisición de 16 C-295, así como el desarrollo del nuevo VAC, la actualización de los Leopardo 2E, y la adquisición de nuevos buques para la Armada: dos hidrográficos y dos BAM. También se aprobó la adquisición de otros dos buques de transporte logístico, uno para el Ejército y otro para la Armada.
Siguiendo con la tendencia de los últimos años, en abril de 2025 el Gobierno transifirió al Ministerio de Defensa casi 2150 millones de euros de partidas no utilizadas de los Presupuestos Generales del Estado, al objeto de aumentar el gasto y así satisfacer compromisos militares adquiridos.

#### COVID-19
En marzo de 2020, el Presidente del Gobierno la designó como una de las cuatro autoridades delegadas encargadas de la gestión directa de la crisis sanitaria del COVID-19. Para esta misión, bajo su dirección, Robles designó al JEMAD, Miguel Ángel Villarroya Vilalta, como mando único de todas las medidas que su departamento ejecutase.

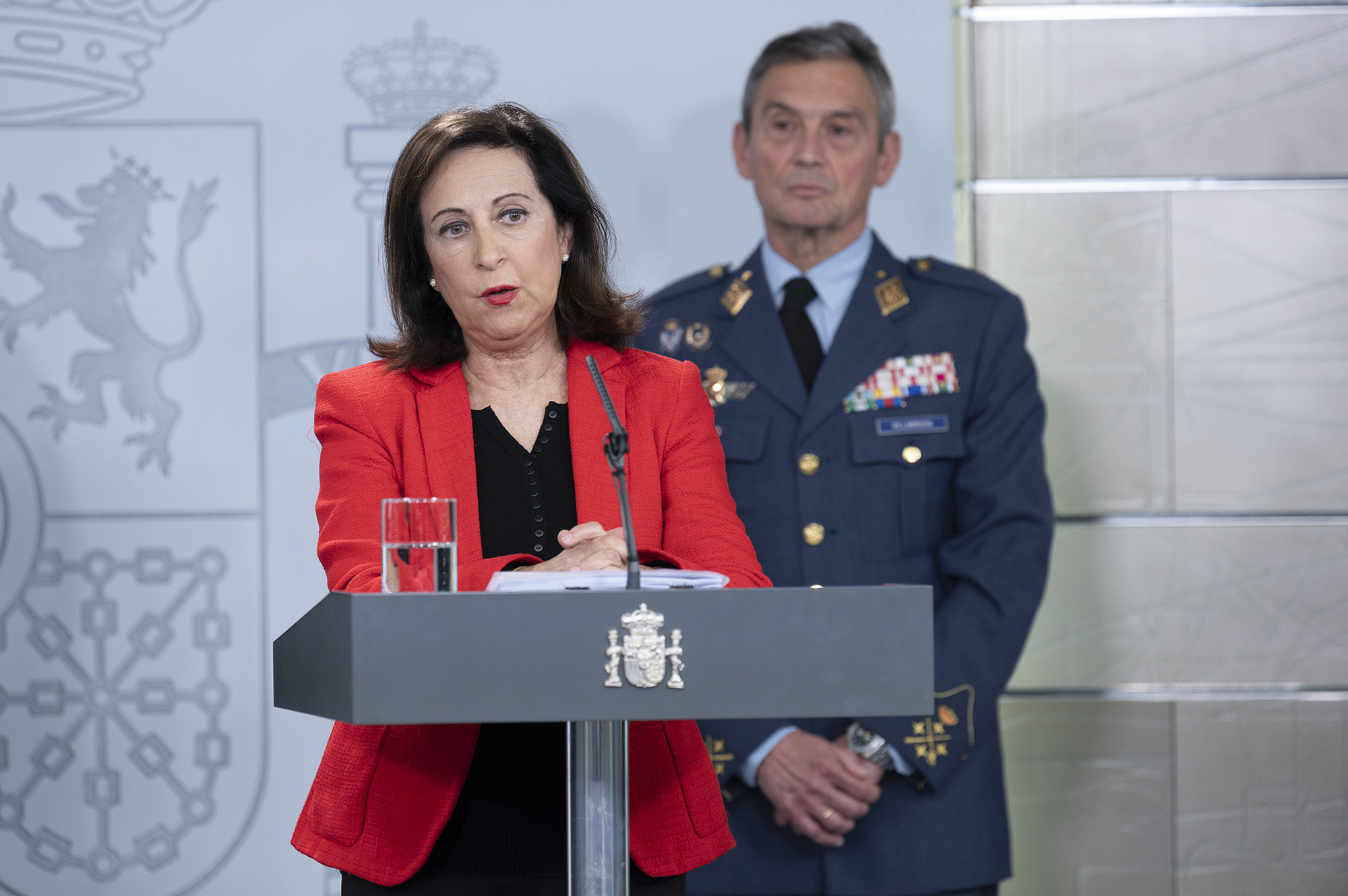
Robles se dirige a los españoles en una rueda de prensa con motivo de la pandemia de COVID-19.

Durante la crisis sanitaria, su departamento desplegó principalmente a la Unidad Militar de Emergencias, que se encargó de la desinfección de miles de residencias así como otros lugares públicos como estaciones de tren, puertos y aeropuertos. A la par, también se desplegaron diferentes unidades de policía militar, naval y aérea para colaborar con las Fuerzas y cuerpos de Seguridad del Estado en tareas de seguridad pública.
A finales de marzo, Robles denunció públicamente que se habían encontrado ancianos abandonados, y en ocasiones muertos, en algunas de las residencias que la UME había desinfectado. El jefe de la Unidad Militar de Emergencias, Luis Manuel Martínez Meijide, afirmó poco después que estos casos eran «muy puntuales».
El 27 de abril, Robles compareció en la Comisión de Defensa del Congreso de los Diputados para explicar la gestión que su departamento estaba llevando a cabo. Margarita Robles alabó la tarea de las Fuerzas Armadas, a las que atribuyó todos los aciertos, y asumió «exclusivamente» todos los errores que se hubieren cometidos como propios.
Por su gestión en esta crisis, la popularidad de la ministra se disparó, consiguiendo los primeros notables en un ministro en décadas y un índice de aprobación cercano al 68%.

## Reconocimientos
- Gran Cruz de la Orden de San Raimundo de Peñafort (2013)[64]
- Insignia de Honor del Ministerio de Defensa de Ucrania (2023)[65]